# Holomitriopsis laevifolia
Holomitriopsis laevifolia är en bladmossart som beskrevs av H. Robinson 1965. Holomitriopsis laevifolia ingår i släktet Holomitriopsis och familjen Dicranaceae. Inga underarter finns listade i Catalogue of Life.